# Carl Gustaf Foltiern
Carl Gustaf Foltiern, född 23 september 1770 i Stockholm, död 18 september 1829 i Johannes församling, Stockholm, var en svensk möbelsnickare och instrumentmakare i Stockholm verksam 1804–1829. 

## Biografi
Carl Gustaf Foltiern var son till möbelsnickaren Gustaf Foltiern.